# دار بني قريش
دار بن قريش هي جماعة قروية مغربية شمال المملكة. تنتمي دار بن قريش لإقليم تطوان الساحلي. تضم هذه القرية 6.689 نسمة (إحصاء 2004).